# FC Sopron
El FC Sopron fue un equipo de fútbol de Hungría que alguna vez jugó en la NB I, la liga de fútbol más importante del país.

## Historia
Fue fundado en el año 1921 en la ciudad de Sopron con el nombre Soproni Sport Egyesület, y cambió de nombre en varias ocasiones, las cuales fueron:
- 1921: Sopron (Soproni Sport Egyesület)
- 1945: Soproni Postás (Soproni Postás Sport Egyesület)
- 1991: Soproni TSE (Soproni Távközlési Sport Egyesület)
- 1994: MATÁV Sopron (Magyar Távközlési Vállalat Sport Club Sopron)
- 1998: MATÁV Sopron (Magyar Távközlési Vállalat Football Club Sopron)
- 2000: MATÁV Compaq Sopron (Magyar Távközlési Vállalat Football Club Compaq Sopron)
- 2002: MATÁV Sopron (Magyar Távközlési Vállalat Football Club Sopron)
- 2005: Sopron (Football Club Sopron)

Su principal patrocinador era la una entidad comercial llamada AZ FC Sopron Futball Sportszolgáltató KFT, el 79% de las acciones del equipo estaben en poder de su dueño Antonio Righi, quien le dejó las acciones del equipo a László Máriusz Vizer en el año 2007; y el restante 21% le perteneciá al Sopron MJV Önkormányzata.
Con la salida de Antonio Righi comenzaron los problemas, ya que en la temporada 2007/08 se le venció la licencia para jugar en la NB I se le venció a raíz del no pago de impuestos y salarios caídos, provocando que sus partidos en esa temporada fuesen anulados y terminaron con 0 puntos, y como consecuencia, el equipo se declaró en bancarrota y desapareció en enero del año 2008. Fue reemplazado por el Soproni VSE, que juega en la NB II. Nunca fue campeón de Liga, pero fue campeón de Copa en 1 ocasión y finalista de la Supercopa 1 vez.
A nivel internacional participó en 3 torneos continentales, donde nunca ganó una serie de eliminación directa, a pesar de haber alcanzado la Segunda ronda en la Copa Intertoto en 2006/07.

## Palmarés
- Copa de Hungría: 1

2004/05
- Supercopa de Hungría: 0
  - Finalista: 1

2005

## Participación en competiciones de la UEFA
- Copa UEFA: 1 aparición

2006 - Segunda ronda clasificatoria
- Copa Intertoto: 2 apariciones

2005 - Primera ronda
2006 - Segunda ronda

### Partidos en UEFA
| Temporada | Torneo         | Ronda            | País            | Club                | Casa | Visita | Global |
| --------- | -------------- | ---------------- | --------------- | ------------------- | ---- | ------ | ------ |
| 2004/05   | Copa Intertoto | 1                | República Checa | FK Teplice          | 1-0  | 1-3    | 2-3    |
| 2005/06   | Copa UEFA      | Clasificatoria 2 | Ucrania         | FC Metalurh Donetsk | 0-3  | 1-2    | 1-5    |
| 2006/07   | Copa Intertoto | 2                | Turquía         | Kayserispor         | 3-3  | 0-1    | 3-4    |

## Jugadores destacados
| - Iván Balaskó - Szabolcs Huszti | - Zoltán Petö - Luigi Sartor | - Giuseppe Signori - Tanase Paul Gabriel |

## Entrenadores
- Pál Csernai (1994-1995)
- László Dajka (2003-2005)
- János Csank (2005-2006)
- Tibor Selymes (2005-2007)
- Lajos Détári (2007)
- Vincenzo Cosco (2007-2008)